# Salete Chiamulera
Salete Chiamulera (Londrina, 1959) è una pianista brasiliana con cittadinanza italiana.

## Biografia
Nipote di immigrati italiani oriundi dalla Comunità Chiamulera di Valle di Cadore (Cortina d' Ampezzo),  possiede la cittadinanza italiana.
Nel 1985, ha partecipato al XI Concorso Pianístico Internazionale Fryderyk Chopin in Polonia dove è rimasta per altri due anni (1985-1987) perfezionando la sua arte con una borsa di studio presso l'Accademia della Musica Frederic Chopin, a Varsavia. In questo periodo ha sviluppato un’intensa attività in centri culturali polacchi, diffondendo soprattutto le opere del compositore brasiliano Heitor Villa-Lobos.
Ha un Master in Pianoforte Performance presso la Kent State University (Ohio, USA) e un Dottorato presso l'Università federale del Rio Grande do Sul. Fa la ricercatrice di Espressività Musicale in basi concettuali dialogiche, applicando sugli studi della pratica interpretativa della musica, concetti sviluppati dal filosofo Mikhail Bakhtin e approfonditi dal pensatore italiano Augusto Ponzio. La sua tesi di Dottorato "L'espressività musicale Dialogica nel Rudepoema di Heitor Villa-Lobos", composizione dedicata al pianista Arthur Rubinstein raccoglie aspetti della sistematica dell'espressività in musica dai dialoghi realizzati dall'interprete della partitura con l'autore della composizione.

## Progetti culturali
Salete Chiamulera è autrice e coordinatrice di progetti culturali che promuovono diverse prospettive della pratica artistica. Il Progetto "Hausmusik Brasil" sviluppa connessioni fra le famiglie e gli artisti. Il suo motto "Trasformando il soggiorno di casa tua in un "palcoscenico temporaneo" per l'Arte" rinforza la manifestazione artistica in un contesto di vicinanza al suo pubblico. Il Progetto "Mosaicos Bachianos" integra l'apprezzamento di composizioni strumentali del compositore Johann Sebastin Bach con la vivenza delle Scritture Sacre. Il Progetto "Aquamusical – Tuhus, Somos todos Tuhus" parla della musica brasiliana e le composizioni di Heitor Villa-Lobos evidenziando l’aspetto della “brasilidade” e della coscienza ecologica del patrimonio culturalle e naturale del Brasile. Questi progetti hanno rappresentato il Brasile (UNESPAR /EMBAP)  in conferenze mondiali di educazione musicale organizzati dall'ISME (International Society Music Education) realizzate in Cina (2010), in Grecia (2012) e in Azerbaigian (2018).
Durante le celebrazioni dei 30 anni della SPVS – Società di Protezione della Vita Selvaggia – ha partecipato agli omaggi all’ambientalista Douglas Tompkins nel film La natura del Brasile insieme al fotografo e documentarista Haroldo Pallo Júnior.
Salete Chiamulera è anche autrice di libri, pubblicati su piattaforme digitali, ampliando così il suo contributo al panorama culturale con opere che riflettono la sua esperienza artistica e musicale. 